# K League 1 2023
La K League 1 2023 fue la 41.ª temporada de la división más alta del fútbol en Corea del Sur desde el establecimiento en 1983 como K League y la sexta temporada con su actual nombre, la K League 1.
La temporada 2023 se dividió en dos partes. Primero, hubo 33 jornadas regulares en las cuales los 12 equipos jugaron todos contra todos a tres vueltas (Jornada 1–33). Después hubo un Hexagonal Final A y Final B, cada uno dividido con seis equipos en base a las posiciones en la temporada regular, en cada hexagonal jugaron todos contra todos a una vuelta final (Jornada 34–38).

## Ascensos y descensos
| Pos.  | Descendidos de la K League 1 2022 |
| ----- | --------------------------------- |
| Prom. | Gimcheon Sangmu                   |
| 12.º  | Seongnam                          |

| Pos.  | Ascendidos de la K League 2 2022 |
| ----- | -------------------------------- |
| 1.º   | Gwangju                          |
| Prom. | Daejeon Hana Citizen             |

## Equipos
| Club                    | Ciudad                | Entrenador     | Propietario                                         |
| ----------------------- | --------------------- | -------------- | --------------------------------------------------- |
| Daegu FC                | Daegu                 | Choi Won-kwon  | Gobierno de Daegu                                   |
| Daejeon Hana Citizen    | Daejeon               | Lee Min-sung   | Fundación de Club de Fútbol de Grupo Hana financial |
| Gangwon                 | Chuncheon y Gangneung | Yoon Jung-hwan | Gobierno de Gangwon-do                              |
| Gwangju FC              | Gwangju               | Lee Jung-hyo   | Gobierno de Gwangju Metropolitano                   |
| Incheon United          | Incheon               | Jo Sung-hwan   | Gobierno de Incheon                                 |
| Jeju United             | Jeju-do               | Nam Ki-il      | SK Energy                                           |
| Jeonbuk Hyundai Motors  | Jeonbuk               | Dan Petrescu   | Hyundai Motor Company                               |
| Pohang Steelers         | Pohang, Gyeongbuk     | Kim Gi-dong    | POSCO                                               |
| FC Seúl                 | Seúl                  | An Ik-soo      | GS Group                                            |
| Suwon Samsung Bluewings | Suwon, Gyeonggi       | Kim Byung-soo  | Samsung Group                                       |
| Suwon FC                | Suwon, Gyeonggi       | Kim Do-kyun    | Gobierno de Suwon                                   |
| Ulsan Hyundai           | Ulsan                 | Hong Myung-bo  | HD Hyundai                                          |

### Estadios
| Daegu FC                      | Daejeon Hana Citizen           | Gangwon                                     | Gwangju                      | Incheon United               | Jeju United                  |
| ----------------------------- | ------------------------------ | ------------------------------------------- | ---------------------------- | ---------------------------- | ---------------------------- |
| DGB Daegu Bank Park           | Estadio Mundialista de Daejeon | Chuncheon Leports Town Estadio de Gangneung | Estadio de Fútbol de Gwangju | Estadio de Fútbol de Incheon | Estadio Mundialista de Jeju  |
| Capacidad: 12 415             | Capacidad: 40 903              | Capacidad: 20 000 Capacidad: 22 333         | Capacidad: 10 007            | Capacidad: 20 891            | Capacidad: 35 657            |
|                               |                                |                                             |                              |                              |                              |
| Jeonbuk Hyundai Motors        | Pohang Steelers                | FC Seúl                                     | Suwon Samsung Bluewings      | Suwon FC                     | Ulsan Hyundai                |
| Estadio Mundialista de Jeonju | Estadio Steel Yard             | Estadio Mundialista de Seúl                 | Estadio Mundialista de Suwon | Estadio de Suwon             | Estadio Mundialista de Ulsan |
| Capacidad: 42 477             | Capacidad: 17 443              | Capacidad: 66 704                           | Capacidad: 42 655            | Capacidad: 11 808            | Capacidad: 44 102            |
|                               |                                |                                             |                              |                              |                              |

## Jugadores extranjeros
La cantidad máxima de jugadores extranjeros por equipo fue 4, incluyendo un cupo para jugadores de países de la AFC. Un equipo podía usar cuatro jugadores extranjeros sobre el campo, incluyendo al menos uno de países de la AFC.
| Club                    | Jugador 1          | Jugador 2            | Jugador 3               | Jugador 4        | Jugador 5       | Jugador AFC        | se fue a mitad de temporada       |
| ----------------------- | ------------------ | -------------------- | ----------------------- | ---------------- | --------------- | ------------------ | --------------------------------- |
| Daegu FC                | Césinha            | Daniel Penha         | Edgar                   | Marcos Serrato   | Lucas Barcellos | Keita Suzuki       |                                   |
| Daejeon Hana Citizen    | Leandro Ribeiro    | Tiago Orobó          |                         |                  |                 | Masatoshi Ishida   |                                   |
| Gangwon FC              | Galego             |                      |                         |                  |                 | Ikromjon Alibaev   | Kevin Höög Jansson Dino Islamović |
| Gwangju FC              | Thomás Bedinelli   | Jasir Asani          | Timo Letschert          | Beka Mikeltadze  |                 | Aaron Calver       | Sandro Lima                       |
| Incheon United          | Hernandes          | Gerso Fernandes      | Paul-José M'Poku        |                  |                 | Harrison Delbridge |                                   |
| Jeju United             | Jonathan Ring      | Reis                 | Yuri Jonathan           |                  |                 | Manabu Saitō       |                                   |
| Jeonbuk Hyundai Motors  | Gustavo            | Rafael Silva         |                         |                  |                 | Jun Amano          |                                   |
| Pohang Steelers         | Wanderson          | Zeca                 | Oberdan                 |                  |                 | Alex Grant         |                                   |
| FC Seoul                | Osmar Ibáñez       | Aleksandar Paločević | Stanislav Iljutcenko    | Willyan          |                 | Hosam Aiesh        |                                   |
| Suwon Samsung Bluewings | Dave Bulthuis      | Boadu Maxwell Acosty | Rodrigo Bassani da Cruz |                  |                 |                    |                                   |
| Suwon FC                | Lars Veldwijk      | Ricardo Lopes        |                         |                  |                 | Lachlan Jackson    | Murilo Urho Nissilä Luan Ferreira |
| Ulsan Hyundai           | Valeri Qazaishvili | Martin Ádám          | Darijan Bojanić         | Gustav Ludwigson |                 | Ataru Esaka        |                                   |

## Desarrollo

### Clasificación
Actualizado el 3 de diciembre de 2023.
| Pos. | Equipo                      | Pts. | PJ | G  | E  | P  | GF | GC | Dif. | Clasificación 2024-25                      |
| ---- | --------------------------- | ---- | -- | -- | -- | -- | -- | -- | ---- | ------------------------------------------ |
| 1    | Ulsan Hyundai (C)           | 76   | 38 | 23 | 7  | 8  | 63 | 42 | +21  | Fase de liga de la Liga de Campeones Élite |
| 2    | Pohang Steelers             | 64   | 38 | 16 | 16 | 6  | 53 | 40 | +13  | Fase de liga de la Liga de Campeones Élite |
| 3    | Gwangju                     | 59   | 38 | 16 | 11 | 11 | 47 | 35 | +12  | Fase de liga de la Liga de Campeones Élite |
| 4    | Jeonbuk Hyundai Motors      | 57   | 38 | 16 | 9  | 13 | 45 | 35 | +10  | Fase de grupos de la Liga de Campeones 2   |
| 5    | Incheon United              | 56   | 38 | 14 | 14 | 10 | 46 | 42 | +4   |                                            |
| 6    | Daegu                       | 53   | 38 | 13 | 14 | 11 | 42 | 43 | −1   |                                            |
|      |                             |      |    |    |    |    |    |    |      |                                            |
| 7    | F. C. Seúl                  | 55   | 38 | 14 | 13 | 11 | 63 | 49 | +14  |                                            |
| 8    | Daejeon Hana Citizen        | 51   | 38 | 12 | 15 | 11 | 56 | 58 | −2   |                                            |
| 9    | Jeju United                 | 41   | 38 | 10 | 11 | 17 | 43 | 49 | −6   |                                            |
| 10   | Gangwon                     | 34   | 38 | 6  | 16 | 16 | 30 | 41 | −11  | Play-offs de descenso                      |
| 11   | Suwon F. C.                 | 33   | 38 | 8  | 9  | 21 | 44 | 76 | −32  | Play-offs de descenso                      |
| 12   | Suwon Samsung Bluewings (D) | 33   | 38 | 8  | 9  | 21 | 35 | 57 | −22  | Descenso a K League 2                      |

 Fuente: K League
Criterios de clasificación: 1) Puntos; 2) Goles a favor; 3) Diferencia de goles; 4) Número de victorias; 5) Puntos en enfrentamientos directos; 6) Play-off.
Notas:
1. ↑  Los equipos fueron divididos en dos grupos (Final A y Final B) después de que cada uno jugó 33 partidos.

### Evolución de la clasificación
| Equipo          | 01 | 02 | 03 | 04 | 05 | 06 | 07 | 08 | 09 | 10 | 11 | 12 | 13 | 14 | 15 | 16 | 17 | 18 | 19 | 20 | 21 | 22 | 23 | 24 | 25 | 26 | 27 | 28 | 29 | 30 | 31 | 32 | 33 |
| --------------- | -- | -- | -- | -- | -- | -- | -- | -- | -- | -- | -- | -- | -- | -- | -- | -- | -- | -- | -- | -- | -- | -- | -- | -- | -- | -- | -- | -- | -- | -- | -- | -- | -- |
| Ulsan Hyundai   | 4  | 3  | 1  | 1  | 1  | 1  | 1  | 1  | 1  | 1  | 1  | 1  | 1  | 1  | 1  | 1  | 1  | 1  | 1  | 1  | 1  | 1  | 1  | 1  | 1  | 1  | 1  | 1  | 1  | 1  | 1  | 1  | 1  |
| Pohang          | 1  | 1  | 2  | 4  | 3  | 2  | 2  | 3  | 2  | 3  | 3  | 4  | 4  | 4  | 4  | 4  | 2  | 2  | 2  | 2  | 2  | 2  | 2  | 2  | 2  | 2  | 2  | 2  | 2  | 2  | 2  | 2  | 2  |
| Gwangju         | 5  | 5  | 8  | 5  | 5  | 5  | 5  | 5  | 5  | 6  | 7  | 8  | 9  | 9  | 8  | 7  | 6  | 8  | 5  | 7  | 8  | 8  | 6  | 5  | 5  | 5  | 5  | 3  | 3  | 3  | 3  | 3  | 3  |
| Jeonbuk Hyundai | 9  | 9  | 6  | 8  | 8  | 7  | 9  | 7  | 9  | 10 | 10 | 7  | 8  | 7  | 7  | 8  | 7  | 5  | 8  | 4  | 4  | 4  | 4  | 4  | 3  | 3  | 3  | 4  | 5  | 6  | 5  | 7  | 4  |
| Daegu           | 8  | 8  | 9  | 6  | 6  | 8  | 10 | 8  | 8  | 7  | 8  | 9  | 6  | 6  | 6  | 5  | 8  | 6  | 7  | 8  | 5  | 5  | 5  | 7  | 6  | 9  | 8  | 7  | 6  | 4  | 6  | 4  | 5  |
| Incheon         | 10 | 7  | 5  | 7  | 7  | 9  | 8  | 9  | 10 | 9  | 9  | 10 | 10 | 10 | 10 | 10 | 9  | 9  | 9  | 9  | 9  | 9  | 9  | 8  | 8  | 7  | 6  | 6  | 7  | 7  | 7  | 6  | 6  |
| Seúl            | 3  | 2  | 3  | 2  | 4  | 3  | 4  | 2  | 4  | 2  | 2  | 2  | 2  | 2  | 2  | 3  | 3  | 3  | 3  | 3  | 3  | 3  | 3  | 3  | 4  | 4  | 4  | 5  | 4  | 5  | 4  | 5  | 7  |
| Daejeon         | 2  | 4  | 4  | 3  | 2  | 4  | 3  | 4  | 3  | 4  | 4  | 3  | 5  | 5  | 5  | 6  | 5  | 7  | 6  | 6  | 6  | 6  | 7  | 6  | 7  | 7  | 7  | 8  | 8  | 8  | 8  | 8  | 8  |
| Jeju            | 6  | 6  | 10 | 10 | 12 | 10 | 7  | 10 | 7  | 5  | 5  | 5  | 3  | 3  | 3  | 2  | 4  | 4  | 4  | 5  | 7  | 7  | 8  | 9  | 9  | 8  | 9  | 9  | 9  | 9  | 9  | 9  | 9  |
| Suwon           | 7  | 10 | 7  | 9  | 9  | 6  | 6  | 6  | 6  | 8  | 6  | 6  | 7  | 8  | 9  | 9  | 10 | 10 | 10 | 10 | 10 | 10 | 10 | 10 | 10 | 10 | 10 | 10 | 10 | 10 | 10 | 10 | 10 |
| Gangwon         | 12 | 12 | 12 | 11 | 11 | 11 | 11 | 11 | 11 | 11 | 11 | 11 | 11 | 11 | 11 | 11 | 11 | 11 | 11 | 11 | 11 | 11 | 11 | 12 | 12 | 11 | 12 | 12 | 12 | 11 | 11 | 11 | 11 |
| Suwon Samsung   | 11 | 11 | 11 | 12 | 10 | 12 | 12 | 12 | 12 | 12 | 12 | 12 | 12 | 12 | 12 | 12 | 12 | 12 | 12 | 12 | 12 | 12 | 12 | 11 | 11 | 12 | 11 | 11 | 11 | 12 | 12 | 12 | 12 |

| Equipo          | 34 | 35 | 36 | 37 | 38 |
| --------------- | -- | -- | -- | -- | -- |
| Ulsan Hyundai   | 1  | 1  | 1  | 1  | 1  |
| Pohang Steelers | 2  | 2  | 2  | 2  | 2  |
| Gwangju         | 3  | 3  | 3  | 3  | 3  |
| Jeonbuk Hyundai | 4  | 4  | 4  | 4  | 4  |
| Incheon         | 5  | 5  | 5  | 5  | 5  |
| Daegu           | 6  | 6  | 6  | 6  | 6  |

| Equipo        | 34 | 35 | 36 | 37 | 38 |
| ------------- | -- | -- | -- | -- | -- |
| Seúl          | 7  | 7  | 7  | 7  | 7  |
| Daejeon       | 8  | 8  | 8  | 8  | 8  |
| Jeju          | 9  | 9  | 9  | 9  | 9  |
| Gangwon       | 11 | 11 | 11 | 10 | 10 |
| Suwon         | 10 | 10 | 10 | 11 | 11 |
| Suwon Samsung | 12 | 12 | 12 | 12 | 12 |

## Resultados
Los horarios corresponden al huso horario de Corea del Sur: UTC+9 en horario estándar.

### Fixture
| Ulsan Hyundai           | 2 - 1 | Jeonbuk Hyundai Motors | Ulsan Munsu            | 25 de febrero | 14:00 |
| F. C. Seúl              | 2 - 1 | Incheon United         | Mundialista de Seúl    | 25 de febrero | 16:30 |
| Suwon Samsung Bluewings | 0 - 1 | Gwangju                | Mundialista de Suwon   | 25 de febrero | 16:30 |
| Pohang Steelers         | 3 - 2 | Daegu                  | Pohang Steel Yard      | 26 de febrero | 14:00 |
| Jeju United             | 1 - 1 | Suwon F. C.            | Mundialista de Jeju    | 26 de febrero | 14:00 |
| Daejeon Hana Citizen    | 2 - 0 | Gangwon                | Mundialista de Daejeon | 26 de febrero | 16:30 |

| Incheon United         | 3 - 3 | Daejeon Hana Citizen    | Estadio de Fútbol de Incheon  | 4 de marzo | 14:00 |
| Suwon F. C.            | 1 - 2 | Pohang Steelers         | Complejo Deportivo de Suwon   | 4 de marzo | 14:00 |
| Daegu                  | 1 - 1 | Jeju United             | DGB Daegu Bank Park           | 4 de marzo | 16:30 |
| Jeonbuk Hyundai Motors | 1 - 1 | Suwon Samsung Bluewings | Mundialista de Jeonju         | 5 de marzo | 14:00 |
| Gangwon                | 0 - 1 | Ulsan Hyundai           | Chuncheon Song-am Sports Town | 5 de marzo | 14:00 |
| Gwangju                | 0 - 2 | F. C. Seúl              | Estadio de Fútbol de Gwangju  | 5 de marzo | 16:30 |

| Suwon F. C.            | 2 - 1 | Suwon Samsung Bluewings | Complejo Deportivo de Suwon   | 11 de marzo | 14:00 |
| Daejeon Hana Citizen   | 0 - 0 | Pohang Steelers         | Mundialista de Daejeon        | 11 de marzo | 14:00 |
| Gangwon                | 1 - 1 | Daegu                   | Chuncheon Song-am Sports Town | 11 de marzo | 16:30 |
| F. C. Seúl             | 1 - 2 | Ulsan Hyundai           | Mundialista de Seúl           | 12 de marzo | 14:00 |
| Jeonbuk Hyundai Motors | 2 - 0 | Gwangju                 | Mundialista de Jeonju         | 12 de marzo | 16:30 |
| Incheon United         | 1 - 0 | Jeju United             | Estadio de Fútbol de Incheon  | 12 de marzo | 16:30 |

| Pohang Steelers         | 1 - 1 | Gangwon                | Pohang Steel Yard            | 18 de marzo | 14:00 |
| Gwangju                 | 5 - 0 | Incheon United         | Estadio de Fútbol de Gwangju | 18 de marzo | 14:00 |
| Jeju United             | 1 - 2 | F. C. Seúl             | Mundialista de Jeju          | 18 de marzo | 16:30 |
| Daegu                   | 2 - 0 | Jeonbuk Hyundai Motors | DGB Daegu Bank Park          | 19 de marzo | 14:00 |
| Suwon Samsung Bluewings | 1 - 3 | Daejeon Hana Citizen   | Mundialista de Suwon         | 19 de marzo | 14:00 |
| Ulsan Hyundai           | 3 - 0 | Suwon F. C.            | Ulsan Munsu                  | 19 de marzo | 16:30 |

| Jeonbuk Hyundai Motors  | 1 - 2 | Pohang Steelers | Mundialista de Jeonju        | 1 de abril | 14:00 |
| Incheon United          | 0 - 0 | Daegu           | Estadio de Fútbol de Incheon | 1 de abril | 16:30 |
| Gwangju                 | 2 - 0 | Suwon F. C.     | Estadio de Fútbol de Gwangju | 1 de abril | 16:30 |
| Daejeon Hana Citizen    | 3 - 2 | F. C. Seúl      | Mundialista de Daejeon       | 1 de abril | 19:00 |
| Jeju United             | 1 - 3 | Ulsan Hyundai   | Mundialista de Jeju          | 2 de abril | 14:00 |
| Suwon Samsung Bluewings | 1 - 1 | Gangwon         | Mundialista de Suwon         | 2 de abril | 16:30 |

| Ulsan Hyundai          | 2 - 1 | Suwon Samsung Bluewings | Ulsan Munsu                   | 8 de abril | 14:00 |
| F. C. Seúl             | 3 - 0 | Daegu                   | Mundialista de Seúl           | 8 de abril | 16:30 |
| Pohang Steelers        | 2 - 0 | Gwangju                 | Pohang Steel Yard             | 8 de abril | 19:00 |
| Jeonbuk Hyundai Motors | 2 - 0 | Incheon United          | Mundialista de Jeonju         | 9 de abril | 16:30 |
| Gangwon                | 0 - 1 | Jeju United             | Chuncheon Song-am Sports Town | 9 de abril | 19:00 |
| Suwon F. C.            | 5 - 3 | Daejeon Hana Citizen    | Complejo Deportivo de Suwon   | 9 de abril | 19:00 |

| Suwon Samsung Bluewings | 2 - 3 | Jeju United            | Mundialista de Suwon          | 15 de abril | 14:00 |
| Pohang Steelers         | 1 - 1 | F. C. Seúl             | Pohang Steel Yard             | 15 de abril | 16:30 |
| Suwon F. C.             | 1 - 0 | Jeonbuk Hyundai Motors | Complejo Deportivo de Suwon   | 15 de abril | 19:00 |
| Gangwon                 | 0 - 2 | Incheon United         | Chuncheon Song-am Sports Town | 16 de abril | 14:00 |
| Daejeon Hana Citizen    | 2 - 1 | Ulsan Hyundai          | Mundialista de Daejeon        | 16 de abril | 16:30 |
| Daegu                   | 3 - 4 | Gwangju                | DGB Daegu Bank Park           | 16 de abril | 19:00 |

| F. C. Seúl     | 3 - 1 | Suwon Samsung Bluewings | Mundialista de Seúl          | 22 de abril | 14:00 |
| Daegu          | 1 - 0 | Daejeon Hana Citizen    | DGB Daegu Bank Park          | 22 de abril | 16:00 |
| Ulsan Hyundai  | 2 - 2 | Pohang Steelers         | Ulsan Munsu                  | 22 de abril | 16:00 |
| Incheon United | 2 - 2 | Suwon F. C.             | Estadio de Fútbol de Incheon | 22 de abril | 19:00 |
| Gwangju        | 0 - 0 | Gangwon                 | Estadio de Fútbol de Gwangju | 23 de abril | 14:00 |
| Jeju United    | 0 - 2 | Jeonbuk Hyundai Motors  | Mundialista de Jeju          | 23 de abril | 16:30 |

| Pohang Steelers        | 1 - 0 | Suwon Samsung Bluewings | Pohang Steel Yard             | 25 de abril | 19:30 |
| Incheon United         | 0 - 1 | Ulsan Hyundai           | Estadio de Fútbol de Incheon  | 25 de abril | 19:30 |
| Gwangju                | 0 - 1 | Jeju United             | Estadio de Fútbol de Gwangju  | 26 de abril | 19:00 |
| Gangwon                | 3 - 2 | F. C. Seúl              | Chuncheon Song-am Sports Town | 26 de abril | 19:00 |
| Jeonbuk Hyundai Motors | 1 - 2 | Daejeon Hana Citizen    | Mundialista de Jeonju         | 26 de abril | 19:30 |
| Suwon F. C.            | 1 - 1 | Daegu                   | Complejo Deportivo de Suwon   | 26 de abril | 19:30 |

| Suwon F. C.             | 0 - 3 | F. C. Seúl     | Complejo Deportivo de Suwon | 29 de abril | 14:00 |
| Jeonbuk Hyundai Motors  | 0 - 1 | Gangwon        | Mundialista de Jeonju       | 29 de abril | 16:30 |
| Daejeon Hana Citizen    | 0 - 3 | Jeju United    | Mundialista de Daejeon      | 30 de abril | 14:00 |
| Pohang Steelers         | 0 - 2 | Incheon United | Pohang Steel Yard           | 30 de abril | 15:00 |
| Suwon Samsung Bluewings | 0 - 1 | Daegu          | Mundialista de Suwon        | 30 de abril | 16:30 |
| Ulsan Hyundai           | 2 - 1 | Gwangju        | Ulsan Munsu                 | 30 de abril | 19:00 |

| F. C. Seúl     | 1 - 1 | Jeonbuk Hyundai Motors  | Mundialista de Seúl          | 5 de mayo | 14:00 |
| Daegu          | 0 - 3 | Ulsan Hyundai           | DGB Daegu Bank Park          | 5 de mayo | 14:00 |
| Incheon United | 0 - 1 | Suwon Samsung Bluewings | Estadio de Fútbol de Incheon | 5 de mayo | 16:30 |
| Jeju United    | 2 - 1 | Pohang Steelers         | Mundialista de Jeju          | 6 de mayo | 14:00 |
| Suwon F. C.    | 2 - 0 | Gangwon                 | Complejo Deportivo de Suwon  | 6 de mayo | 16:30 |
| Gwangju        | 0 - 0 | Daejeon Hana Citizen    | Estadio de Fútbol de Gwangju | 6 de mayo | 19:00 |

| Ulsan Hyundai           | 1 - 0 | Gangwon                | Ulsan Munsu            | 9 de mayo  | 19:00 |
| Daegu                   | 1 - 1 | Pohang Steelers        | DGB Daegu Bank Park    | 9 de mayo  | 19:30 |
| F. C. Seúl              | 3 - 1 | Gwangju                | Mundialista de Seúl    | 9 de mayo  | 19:30 |
| Jeju United             | 2 - 0 | Incheon United         | Mundialista de Jeju    | 10 de mayo | 19:30 |
| Suwon Samsung Bluewings | 0 - 3 | Jeonbuk Hyundai Motors | Mundialista de Suwon   | 10 de mayo | 19:30 |
| Daejeon Hana Citizen    | 2 - 1 | Suwon F. C.            | Mundialista de Daejeon | 10 de mayo | 19:30 |

| Pohang Steelers | 3 - 2 | Daejeon Hana Citizen    | Pohang Steel Yard             | 13 de mayo | 14:00 |
| Gwangju         | 0 - 2 | Daegu                   | Estadio de Fútbol de Gwangju  | 13 de mayo | 16:30 |
| Gangwon         | 0 - 2 | Suwon Samsung Bluewings | Chuncheon Song-am Sports Town | 13 de mayo | 19:00 |
| Ulsan Hyundai   | 3 - 2 | F. C. Seúl              | Ulsan Munsu                   | 14 de mayo | 14:00 |
| Incheon United  | 0 - 0 | Jeonbuk Hyundai Motors  | Estadio de Fútbol de Incheon  | 14 de mayo | 16:30 |
| Suwon F. C.     | 0 - 5 | Jeju United             | Complejo Deportivo de Suwon   | 14 de mayo | 19:00 |

| Incheon United          | 1 - 1 | Gwangju         | Estadio de Fútbol de Incheon  | 20 de mayo | 16:30 |
| F. C. Seúl              | 1 - 1 | Jeju United     | Mundialista de Seúl           | 20 de mayo | 18:00 |
| Daejeon Hana Citizen    | 0 - 1 | Daegu           | Mundialista de Daejeon        | 20 de mayo | 19:00 |
| Gangwon                 | 0 - 0 | Pohang Steelers | Chuncheon Song-am Sports Town | 21 de mayo | 16:30 |
| Suwon Samsung Bluewings | 2 - 3 | Ulsan Hyundai   | Mundialista de Suwon          | 21 de mayo | 18:00 |
| Jeonbuk Hyundai Motors  | 3 - 1 | Suwon F. C.     | Mundialista de Jeonju         | 21 de mayo | 19:00 |

| Jeju United     | 2 - 1 | Suwon Samsung Bluewings | Mundialista de Jeju        | 27 de mayo | 16:30 |
| Daegu           | 2 - 2 | Incheon United          | DGB Daegu Bank Park        | 27 de mayo | 19:00 |
| F. C. Seúl      | 1 - 0 | Gangwon                 | Mundialista de Seúl        | 28 de mayo | 16:30 |
| Suwon F. C.     | 0 - 2 | Gwangju                 | Estadio de Suwon           | 28 de mayo | 18:00 |
| Ulsan Hyundai   | 3 - 3 | Daejeon Hana Citizen    | Mundialista de Ulsan Munsu | 28 de mayo | 19:00 |
| Pohang Steelers | 1 - 0 | Jeonbuk Hyundai Motors  | Pohang Steel Yard          | 29 de mayo | 16:30 |

| Jeonbuk Hyundai Motors  | 2 - 0 | Ulsan Hyundai   | Mundialista de Jeonju        | 3 de junio | 16:30 |
| Suwon Samsung Bluewings | 1 - 2 | Suwon F. C.     | Mundialista de Suwon         | 3 de junio | 18:00 |
| Jeju United             | 2 - 2 | Gangwon         | Mundialista de Jeju          | 3 de junio | 19:00 |
| Gwangju                 | 4 - 2 | Pohang Steelers | Estadio de Fútbol de Gwangju | 3 de junio | 19:30 |
| Daejeon Hana Citizen    | 1 - 3 | Incheon United  | Mundialista de Daejeon       | 4 de junio | 16:30 |
| Daegu                   | 1 - 0 | F. C. Seúl      | DGB Daegu Bank Park          | 4 de junio | 19:00 |

| Suwon F. C.            | 1 - 3 | Ulsan Hyundai           | Estadio de Suwon              | 6 de junio | 16:30 |
| Pohang Steelers        | 2 - 1 | Jeju United             | Pohang Steel Yard             | 6 de junio | 18:00 |
| Jeonbuk Hyundai Motors | 1 - 0 | Daegu                   | Mundialista de Jeonju         | 7 de junio | 19:00 |
| Gwangju                | 2 - 1 | Suwon Samsung Bluewings | Estadio de Fútbol de Gwangju  | 7 de junio | 19:00 |
| Incheon United         | 1 - 1 | F. C. Seúl              | Estadio de Fútbol de Incheon  | 7 de junio | 19:30 |
| Gangwon                | 1 - 2 | Daejeon Hana Citizen    | Chuncheon Song-am Sports Town | 7 de junio | 19:30 |

| Daegu                   | 3 - 1 | Suwon F. C.            | DGB Daegu Bank Park           | 10 de junio | 16:30 |
| Ulsan Hyundai           | 5 - 1 | Jeju United            | Mundialista de Ulsan Munsu    | 10 de junio | 18:00 |
| Daejeon Hana Citizen    | 1 - 1 | Gwangju                | Mundialista de Daejeon        | 10 de junio | 19:00 |
| Gangwon                 | 1 - 2 | Jeonbuk Hyundai Motors | Chuncheon Song-am Sports Town | 11 de junio | 16:30 |
| F. C. Seúl              | 1 - 1 | Pohang Steelers        | Mundialista de Seúl           | 11 de junio | 18:00 |
| Suwon Samsung Bluewings | 0 - 0 | Incheon United         | Mundialista de Suwon          | 11 de junio | 19:00 |

| Suwon Samsung Bluewings | 0 - 1 | F. C. Seúl             | Mundialista de Suwon         | 24 de junio | 16:30 |
| Jeju United             | 1 - 1 | Daejeon Hana Citizen   | Mundialista de Jeju          | 24 de junio | 18:00 |
| Gwangju                 | 2 - 0 | Jeonbuk Hyundai Motors | Estadio de Fútbol de Gwangju | 24 de junio | 19:00 |
| Ulsan Hyundai           | 3 - 1 | Daegu                  | Mundialista de Ulsan Munsu   | 24 de junio | 19:30 |
| Incheon United          | 0 - 1 | Pohang Steelers        | Estadio de Fútbol de Incheon | 25 de junio | 16:30 |
| Suwon F. C.             | 1 - 1 | Gangwon                | Estadio de Suwon             | 25 de junio | 19:00 |

| Jeonbuk Hyundai Motors | 2 - 0 | Jeju United             | Mundialista de Jeonju        | 1 de julio | 18:00 |
| Daegu                  | 1 - 1 | Suwon Samsung Bluewings | DGB Daegu Bank Park          | 1 de julio | 19:00 |
| F. C. Seúl             | 0 - 0 | Daejeon Hana Citizen    | Mundialista de Seúl          | 1 de julio | 19:30 |
| Gwangju                | 0 - 1 | Ulsan Hyundai           | Estadio de Fútbol de Gwangju | 2 de julio | 18:00 |
| Pohang Steelers        | 3 - 1 | Suwon F. C.             | Pohang Steel Yard            | 2 de julio | 19:00 |
| Incheon United         | 1 - 0 | Gangwon                 | Estadio de Fútbol de Incheon | 2 de julio | 20:00 |

| Jeju United            | 1 - 2 | Daegu                   | Mundialista de Jeju           | 7 de julio | 19:30 |
| Gangwon                | 1 - 1 | Gwangju                 | Chuncheon Song-am Sports Town | 7 de julio | 19:30 |
| Pohang Steelers        | 0 - 1 | Ulsan Hyundai           | Pohang Steel Yard             | 8 de julio | 18:00 |
| Suwon F. C.            | 2 - 2 | Incheon United          | Estadio de Suwon              | 8 de julio | 19:00 |
| Jeonbuk Hyundai Motors | 2 - 1 | F. C. Seúl              | Mundialista de Jeonju         | 8 de julio | 19:30 |
| Daejeon Hana Citizen   | 2 - 2 | Suwon Samsung Bluewings | Mundialista de Daejeon        | 9 de julio | 19:00 |

| Daegu                   | 0 - 0 | Gangwon                | DGB Daegu Bank Park        | 11 de julio | 19:00 |
| Jeju United             | 0 - 0 | Gwangju                | Mundialista de Jeju        | 11 de julio | 19:30 |
| Ulsan Hyundai           | 1 - 2 | Incheon United         | Mundialista de Ulsan Munsu | 12 de julio | 19:00 |
| Suwon Samsung Bluewings | 1 - 1 | Pohang Steelers        | Mundialista de Suwon       | 12 de julio | 19:30 |
| F. C. Séul              | 7 - 2 | Suwon F. C.            | Mundialista de Seúl        | 12 de julio | 19:30 |
| Daejeon Hana Citizen    | 2 - 2 | Jeonbuk Hyundai Motors | Mundialista de Daejeon     | 12 de julio | 19:30 |

| Suwon Samsung Bluewings | 3 - 1 | Ulsan Hyundai        | Mundialista de Suwon          | 15 de julio | 19:00 |
| Gangwon                 | 1 - 1 | F. C. Seúl           | Chuncheon Song-am Sports Town | 15 de julio | 19:30 |
| Gwangju                 | 1 - 1 | Daegu                | Estadio de Fútbol de Gwangju  | 15 de julio | 20:00 |
| Jeonbuk Hyundai Motors  | 1 - 0 | Suwon F. C.          | Mundialista de Jeonju         | 16 de julio | 19:00 |
| Pohang Steelers         | 4 - 2 | Jeju United          | Pohang Steel Yard             | 16 de julio | 19:30 |
| Incheon United          | 2 - 0 | Daejeon Hana Citizen | Estadio de Fútbol de Incheon  | 16 de julio | 20:00 |

| Ulsan Hyundai        | 2 - 1 | Jeju United             | Mundialista de Ulsan Munsu    | 21 de julio | 19:30 |
| Pohang Steelers      | 2 - 1 | Jeonbuk Hyundai Motors  | Pohang Steel Yard             | 21 de julio | 19:30 |
| Suwon F. C.          | 0 - 1 | Gwangju                 | Estadio de Suwon              | 22 de julio | 19:00 |
| Gangwon              | 1 - 2 | Suwon Samsung Bluewings | Chuncheon Song-am Sports Town | 22 de julio | 19:30 |
| F. C. Seúl           | 0 - 1 | Incheon United          | Mundialista de Seúl           | 22 de julio | 19:30 |
| Daejeon Hana Citizen | 1 - 0 | Daegu                   | Mundialista de Daejeon        | 22 de julio | 20:00 |

| Gwangju                 | 3 - 0 | Daejeon Hana Citizen | Estadio de Fútbol de Gwangju | 4 de agosto | 19:30 |
| F. C. Seúl              | 2 - 2 | Pohang Steelers      | Mundialista de Seúl          | 4 de agosto | 19:30 |
| Suwon Samsung Bluewings | 0 - 2 | Suwon F. C.          | Mundialista de Suwon         | 5 de agosto | 19:00 |
| Daegu                   | 0 - 0 | Ulsan Hyundai        | DGB Daegu Bank Park          | 5 de agosto | 19:30 |
| Jeonbuk Hyundai Motors  | 2 - 0 | Incheon United       | Mundialista de Jeonju        | 6 de agosto | 19:00 |
| Jeju United             | 1 - 1 | Gangwon              | Mundialista de Jeju          | 6 de agosto | 19:30 |

| Jeonbuk Hyundai Motors | 1 - 1 | Suwon Samsung Bluewings | Mundialista de Jeonju        | 12 de agosto | 19:00 |
| Gangwon                | 2 - 0 | Ulsan Hyundai           | Estadio de Gangneung         | 12 de agosto | 19:30 |
| Jeju United            | 3 - 0 | Suwon F. C.             | Mundialista de Jeju          | 12 de agosto | 20:00 |
| Daejeon Hana Citizen   | 4 - 3 | F. C. Seúl              | Mundialista de Daejeon       | 13 de agosto | 19:00 |
| Incheon United         | 3 - 1 | Daegu                   | Estadio de Fútbol de Incheon | 13 de agosto | 19:30 |
| Pohang Steelers        | 1 - 1 | Gwangju                 | Pohang Steel Yard            | 13 de agosto | 20:00 |

| Suwon Samsung Bluewings | 1 - 0 | Jeju United            | Mundialista de Suwon         | 18 de agosto | 19:30 |
| Incheon United          | 2 - 2 | Gwangju                | Estadio de Fútbol de Incheon | 18 de agosto | 19:30 |
| Ulsan Hyundai           | 1 - 0 | Jeonbuk Hyundai Motors | Mundialista de Ulsan Munsu   | 19 de agosto | 19:00 |
| Gangwon                 | 1 - 2 | Suwon F. C.            | Estadio de Gangneung         | 19 de agosto | 19:00 |
| F. C. Seúl              | 2 - 2 | Daegu                  | Mundialista de Seúl          | 19 de agosto | 19:30 |
| Pohang Steelers         | 4 - 3 | Daejeon Hana Citizen   | Pohang Steel Yard            | 20 de agosto | 19:00 |

| Suwon F. C.            | 1 - 2 | Incheon United          | Estadio de Suwon             | 25 de agosto | 19:00 |
| Jeonbuk Hyundai Motors | 1 - 1 | Daejeon Hana Citizen    | Mundialista de Jeonju        | 25 de agosto | 19:30 |
| Daegu                  | 1 - 0 | Jeju United             | DGB Daegu Bank Park          | 26 de agosto | 19:00 |
| Gangwon                | 1 - 1 | Pohang Steelers         | Estadio de Gangneung         | 26 de agosto | 19:30 |
| F. C. Seúl             | 2 - 2 | Ulsan Hyundai           | Mundialista de Seúl          | 27 de agosto | 19:00 |
| Gwangju                | 4 - 0 | Suwon Samsung Bluewings | Estadio de Fútbol de Gwangju | 27 de agosto | 19:30 |

| Daejeon Hana Citizen    | 0 - 1 | Suwon F. C.            | Mundialista de Daejeon       | 1 de septiembre | 19:00 |
| Daegu                   | 1 - 0 | Gangwon                | DGB Daegu Bank Park          | 1 de septiembre | 19:30 |
| Suwon Samsung Bluewings | 0 - 1 | F. C. Seúl             | Mundialista de Suwon         | 2 de septiembre | 16:30 |
| Incheon United          | 0 - 2 | Pohang Steelers        | Estadio de Fútbol de Incheon | 2 de septiembre | 19:00 |
| Ulsan Hyundai           | 0 - 2 | Gwangju                | Mundialista de Ulsan Munsu   | 3 de septiembre | 16:30 |
| Jeju United             | 0 - 0 | Jeonbuk Hyundai Motors | Mundialista de Jeju          | 3 de septiembre | 19:00 |

| Jeonbuk Hyundai Motors  | 1 - 3 | Gangwon              | Mundialista de Jeonju        | 16 de septiembre | 14:00 |
| Incheon United          | 2 - 1 | Jeju United          | Estadio de Fútbol de Incheon | 16 de septiembre | 14:00 |
| Pohang Steelers         | 2 - 0 | Suwon F. C.          | Pohang Steel Yard            | 16 de septiembre | 16:30 |
| Ulsan Hyundai           | 1 - 1 | Daejeon Hana Citizen | Mundialista de Ulsan Munsu   | 16 de septiembre | 19:00 |
| F. C. Seúl              | 0 - 1 | Gwangju              | Mundialista de Seúl          | 17 de septiembre | 14:00 |
| Suwon Samsung Bluewings | 0 - 1 | Daegu                | Mundialista de Suwon         | 17 de septiembre | 16:30 |

| Daejeon Hana Citizen | 3 - 1 | Suwon Samsung Bluewings | Mundialista de Daejeon       | 23 de septiembre | 14:00 |
| Jeju United          | 1 - 3 | F. C. Seúl              | Mundialista de Jeju          | 23 de septiembre | 16:30 |
| Suwon F. C.          | 2 - 3 | Ulsan Hyundai           | Estadio de Suwon             | 24 de septiembre | 14:00 |
| Gwangju              | 0 - 1 | Jeonbuk Hyundai Motors  | Estadio de Fútbol de Gwangju | 24 de septiembre | 14:00 |
| Gangwon              | 1 - 1 | Incheon United          | Estadio de Gangneung         | 24 de septiembre | 16:30 |
| Daegu                | 0 - 0 | Pohang Steelers         | DGB Daegu Bank Park          | 24 de septiembre | 19:00 |

| Pohang Steelers        | 0 - 0 | Ulsan Hyundai           | Pohang Steel Yard            | 30 de septiembre | 14:00 |
| Suwon F. C.            | 1 - 1 | F. C. Seúl              | Estadio de Suwon             | 30 de septiembre | 14:00 |
| Jeonbuk Hyundai Motors | 1 - 3 | Daegu                   | Mundialista de Jeonju        | 30 de septiembre | 16:30 |
| Incheon United         | 2 - 0 | Suwon Samsung Bluewings | Estadio de Fútbol de Incheon | 30 de septiembre | 19:00 |
| Gangwon                | 1 - 1 | Daejeon Hana Citizen    | Estadio de Gangneung         | 1 de octubre     | 14:00 |
| Jeju United            | 1 - 2 | Gwangju                 | Mundialista de Jeju          | 1 de octubre     | 16:30 |

| Ulsan Hyundai           | 0 - 0 | Incheon United         | Mundialista de Ulsan Munsu   | 8 de octubre | 15:00 |
| Daegu                   | 2 - 2 | Suwon F. C.            | DGB Daegu Bank Park          | 8 de octubre | 15:00 |
| F. C. Seúl              | 0 - 2 | Jeonbuk Hyundai Motors | Mundialista de Seúl          | 8 de octubre | 15:00 |
| Suwon Samsung Bluewings | 1 - 0 | Pohang Steelers        | Mundialista de Suwon         | 8 de octubre | 15:00 |
| Gwangju                 | 1 - 0 | Gangwon                | Estadio de Fútbol de Gwangju | 8 de octubre | 15:00 |
| Daejeon Hana Citizen    | 1 - 0 | Jeju United            | Mundialista de Daejeon       | 8 de octubre | 15:00 |

| Pohang Steelers      | 1 - 1 | Incheon United          | Pohang Steel Yard            | 20 de octubre | 19:30 |
| Gwangju              | 1 - 0 | Ulsan Hyundai           | Estadio de Fútbol de Gwangju | 21 de octubre | 14:00 |
| Daegu                | 1 - 2 | Jeonbuk Hyundai Motors  | DGB Daegu Bank Park          | 21 de octubre | 16:30 |
| F. C. Seúl           | 2 - 1 | Gangwon                 | Mundialista de Seúl          | 22 de octubre | 14:00 |
| Jeju United          | 2 - 0 | Suwon Samsung Bluewings | Mundialista de Jeju          | 22 de octubre | 14:00 |
| Daejeon Hana Citizen | 1 - 1 | Suwon F. C.             | Mundialista de Daejeon       | 22 de octubre | 16:40 |

| Jeonbuk Hyundai Motors  | 1 - 1 | Pohang Steelers      | Mundialista de Jeonju        | 28 de octubre | 14:00 |
| Gwangju                 | 0 - 2 | Incheon United       | Estadio de Fútbol de Gwangju | 28 de octubre | 16:30 |
| Gangwon                 | 1 - 1 | Jeju United          | Estadio de Gangneung         | 28 de octubre | 16:30 |
| Ulsan Hyundai (C)       | 2 - 0 | Daegu                | Mundialista de Ulsan Munsu   | 29 de octubre | 14:00 |
| Suwon Samsung Bluewings | 2 - 2 | Daejeon Hana Citizen | Mundialista de Suwon         | 29 de octubre | 14:00 |
| Suwon F. C.             | 3 - 4 | F. C. Seúl           | Estadio de Suwon             | 29 de octubre | 16:30 |

| Daejeon Hana Citizen | 0 - 1 | Gangwon                 | Mundialista de Daejeon       | 11 de noviembre | 14:00 |
| Jeju United          | 0 - 0 | F. C. Seúl              | Mundialista de Jeju          | 11 de noviembre | 16:30 |
| Daegu                | 1 - 1 | Gwangju                 | DGB Daegu Bank Park          | 11 de noviembre | 16:30 |
| Incheon United       | 1 - 1 | Jeonbuk Hyundai Motors  | Estadio de Fútbol de Incheon | 12 de noviembre | 14:00 |
| Suwon F. C.          | 2 - 3 | Suwon Samsung Bluewings | Estadio de Suwon             | 12 de noviembre | 14:00 |
| Ulsan Hyundai        | 3 - 2 | Pohang Steelers         | Mundialista de Ulsan Munsu   | 12 de noviembre | 16:30 |

| Incheon United         | 3 - 1 | Ulsan Hyundai           | Estadio de Fútbol de Incheon | 24 de noviembre | 19:30 |
| Jeonbuk Hyundai Motors | 2 - 0 | Gwangju                 | Mundialista de Jeonju        | 25 de noviembre | 14:00 |
| Jeju United            | 0 - 2 | Daejeon Hana Citizen    | Mundialista de Jeju          | 25 de noviembre | 14:00 |
| Pohang Steelers        | 1 - 0 | Daegu                   | Pohang Steel Yard            | 25 de noviembre | 16:30 |
| F. C. Seúl             | 0 - 1 | Suwon Samsung Bluewings | Mundialista de Seúl          | 25 de noviembre | 16:30 |
| Gangwon                | 2 - 0 | Suwon F. C.             | Estadio de Gangneung         | 25 de noviembre | 16:30 |

| Daejeon Hana Citizen    | 2 - 2 | F. C. Seúl             | Mundialista de Daejeon       | 2 de diciembre | 14:00 |
| Suwon F. C.             | 1 - 1 | Jeju United            | Estadio de Suwon             | 2 de diciembre | 14:00 |
| Suwon Samsung Bluewings | 0 - 0 | Gangwon                | Mundialista de Suwon         | 2 de diciembre | 14:00 |
| Ulsan Hyundai           | 1 - 0 | Jeonbuk Hyundai Motors | Mundialista de Ulsan Munsu   | 3 de diciembre | 14:00 |
| Gwangju                 | 0 - 0 | Pohang Steelers        | Estadio de Fútbol de Gwangju | 3 de diciembre | 14:00 |
| Daegu                   | 2 - 1 | Incheon United         | DGB Daegu Bank Park          | 3 de diciembre | 14:00 |

### Jornada 1–22
Los equipos jugaron entre sí dos veces, una vez en casa y otra fuera.
| Local \ Visitante       | DGU | DHC | GWN | GJU | ICU | JJU | JHM | PHS | SEL | SSB | SWN | USH |
| ----------------------- | --- | --- | --- | --- | --- | --- | --- | --- | --- | --- | --- | --- |
| Daegu F. C.             |     | 1–0 | 0–0 | 3–4 | 2–2 | 1–1 | 2–0 | 1–1 | 1–0 | 1–1 | 3–1 | 0–3 |
| Daejeon Hana Citizen    | 0–1 |     | 2–0 | 1–1 | 1–3 | 0–3 | 2–2 | 0–0 | 3–2 | 2–2 | 2–1 | 2–1 |
| Gangwon                 | 1–1 | 1–2 |     | 1–1 | 0–2 | 0–1 | 1–2 | 0–0 | 3–2 | 0–2 | 1–2 | 0–1 |
| Gwangju                 | 0–2 | 0–0 | 0–0 |     | 5–0 | 0–1 | 2–0 | 4–2 | 0–2 | 2–1 | 2–0 | 0–1 |
| Incheon United          | 0–0 | 3–3 | 1–0 | 1–1 |     | 1–0 | 0–0 | 0–1 | 1–1 | 0–1 | 2–2 | 0–1 |
| Jeju United             | 1–2 | 1–1 | 2–2 | 0–0 | 2–0 |     | 0–2 | 2–1 | 1–2 | 2–1 | 1–1 | 1–3 |
| Jeonbuk Hyundai Motors  | 1–0 | 1–2 | 0–1 | 2–0 | 2–0 | 2–0 |     | 1–2 | 2–1 | 1–1 | 3–1 | 2–0 |
| Pohang Steelers         | 3–2 | 3–2 | 1–1 | 2–0 | 0–2 | 2–1 | 1–0 |     | 1–1 | 1–0 | 3–1 | 0–1 |
| F. C. Seúl              | 3–0 | 0–0 | 1–0 | 3–1 | 2–1 | 1–1 | 1–1 | 1–1 |     | 3–1 | 7–2 | 1–2 |
| Suwon Samsung Bluewings | 0–1 | 1–3 | 1–1 | 0–1 | 0–0 | 2–3 | 0–3 | 1–1 | 0–1 |     | 1–2 | 2–3 |
| Suwon F. C.             | 1–1 | 5–3 | 2–0 | 0–2 | 2–2 | 0–5 | 1–0 | 1–2 | 0–3 | 2–1 |     | 1–3 |
| Ulsan Hyundai           | 3–1 | 3–3 | 1–0 | 2–1 | 1–2 | 5–1 | 2–1 | 2–2 | 3–2 | 2–1 | 3–0 |     |

### Jornada 23–33
Los equipos jugaron entre sí una vez.
| Local \ Visitante       | DGU | DHC | GWN | GJU | ICU | JJU | JHM | PHS | SEL | SSB | SWN | USH |
| ----------------------- | --- | --- | --- | --- | --- | --- | --- | --- | --- | --- | --- | --- |
| Daegu F. C.             |     |     | 1–0 |     |     | 1–0 |     | 0–0 |     |     | 2–2 | 0–0 |
| Daejeon Hana Citizen    | 1–0 |     |     |     |     | 1–0 |     |     | 4–3 | 3–1 | 0–1 |     |
| Gangwon                 |     | 1–1 |     |     | 1–1 |     |     | 1–1 | 1–1 | 1–2 |     | 2–0 |
| Gwangju                 | 1–1 | 3–0 | 1–0 |     |     |     | 0–1 |     |     | 4–0 |     |     |
| Incheon United          | 3–1 | 2–0 |     | 2–2 |     | 2–1 |     | 0–2 |     | 2–0 |     |     |
| Jeju United             |     |     | 1–1 | 1–2 |     |     | 0–0 |     | 1–3 |     | 3–0 |     |
| Jeonbuk Hyundai Motors  | 1–3 | 1–1 | 1–3 |     | 2–0 |     |     |     |     | 1–1 | 1–0 |     |
| Pohang Steelers         |     | 4–3 |     | 1–1 |     | 4–2 | 2–1 |     |     |     | 2–0 | 0–0 |
| F. C. Seúl              | 2–2 |     |     | 0–1 | 0–1 |     | 0–2 | 2–2 |     |     |     | 2–2 |
| Suwon Samsung Bluewings | 0–1 |     |     |     |     | 1–0 |     | 1–0 | 0–1 |     | 0–2 | 3–1 |
| Suwon F. C.             |     |     | 1–1 | 0–1 | 1–2 |     |     |     | 1–1 |     |     | 2–3 |
| Ulsan Hyundai           |     | 1–1 |     | 0–2 | 0–0 | 2–1 | 1–0 |     |     |     |     |     |

### Jornada 34–38
Los equipos jugaron entre sí una vez.
| Local \ Visitante      | DGU | GJU | ICU | JHM | PHS | USH |
| ---------------------- | --- | --- | --- | --- | --- | --- |
| Daegu                  |     | 1–1 | 2–1 | 1–2 |     |     |
| Gwangju                |     |     | 0–2 |     | 0–0 | 1–0 |
| Incheon United         |     |     |     | 1–1 |     | 3–1 |
| Jeonbuk Hyundai Motors |     | 2–0 |     |     | 1–1 |     |
| Pohang Steelers        | 1–0 |     | 1–1 |     |     |     |
| Ulsan Hyundai          | 2–0 |     |     | 1–0 | 3–2 |     |

| Local \ Visitante       | DHC | GWN | JJU | SEL | SSB | SWN |
| ----------------------- | --- | --- | --- | --- | --- | --- |
| Daejeon Hana Citizen    |     | 0–1 |     | 2–2 |     | 1–1 |
| Gangwon                 |     |     | 1–1 |     |     | 2–0 |
| Jeju United             | 0–2 |     |     | 0–0 | 2–0 |     |
| F. C. Seúl              |     | 2–1 |     |     | 0–1 |     |
| Suwon Samsung Bluewings | 2–2 | 0–0 |     |     |     |     |
| Suwon F. C.             |     |     | 1–1 | 3–4 | 2–3 |     |

## Eliminatorias de descenso
Los equipos que finalizaron en el puesto 10 y 11 de la K League 1 se enfrentaron a los equipos que terminaron en el puesto 2 y el vencedor de la eliminatoria por promoción de la K League 2. La conformación de las llaves se realizó mediante sorteo en una fecha sobre el final de temporada. Los ganadores jugaron la próxima temporada en la K League 1 2024.
| Equipo 1    | Agr.        | Equipo 2    | Ida | Vuelta |
| ----------- | ----------- | ----------- | --- | ------ |
| Busan IPark | 4–6 (t. s.) | Suwon F. C. | 2–1 | 2–5    |
| Gimpo       | 1–2         | Gangwon     | 0–0 | 1–2    |

| Ida; 6 de diciembre de 2023 | Busan IPark                    | 2 – 1   | Suwon F. C.        | Estadio Asiad, Busan                                                     |                                                                          |
| 19:00 (UTC+09:00)           | Lamas 85' (pen.), 90+9' (pen.) | Reporte | Jang Jae-woong 43' | Asistencia: 4047 espectadores Árbitro(s): Ko Hyung-jin VAR: Kim Yong-woo | Asistencia: 4047 espectadores Árbitro(s): Ko Hyung-jin VAR: Kim Yong-woo |

| Vuelta; 9 de diciembre de 2023 | Suwon F. C.                                                                                         | 5 – 2 (t. s.)(Global 6 – 4) | Busan IPark                          | Complejo Deportes de Suwon, Suwon                        |                                                          |
| 14:00 (UTC+09:00)              | - Kim Hyun 79' - Lee Yeong-jae 86' - Lee Gwang-hyeok 96' - Jeong Jae-yong 101' - Ricardo Lopes 118' | Reporte                     | - Choi Jun 16' - Kim Jeong-hwan 115' | Asistencia: 6987 espectadores Árbitro(s): Kim Jong-hyeok | Asistencia: 6987 espectadores Árbitro(s): Kim Jong-hyeok |

| Ida; 6 de diciembre de 2023 | Gimpo | 0 – 0   | Gangwon | Gimpo Solteo Football Field, Gimpo                                         |                                                                            |
| 19:00 (UTC+09:00)           |       | Reporte |         | Asistencia: 3736 espectadores Árbitro(s): Jeong Dong-sik VAR: Kim Seong-ho | Asistencia: 3736 espectadores Árbitro(s): Jeong Dong-sik VAR: Kim Seong-ho |

| Vuelta; 9 de diciembre de 2023 | Gangwon                | 2 – 1 (Global 2 – 1) | Gimpo             | Estadio de Gangneung, Gangneung                          |                                                          |
| 14:00 (UTC+09:00)              | Vitor Gabriel 51', 76' | Reporte              | Jo Seong-kwon 59' | Asistencia: 10 130 espectadores Árbitro(s): Lee Dong-jun | Asistencia: 10 130 espectadores Árbitro(s): Lee Dong-jun |

## Goleadores
| Rank | Jugador            | Club                 | Goles |
| ---- | ------------------ | -------------------- | ----- |
| 1    | Joo Min-kyu        | Ulsan Hyundai        | 17    |
| 1    | Tiago Orobó        | Daejeon Hana Citizen | 17    |
| 3    | Zeca               | Pohang Steelers      | 12    |
| 3    | Na Sang-ho         | FC Seoul             | 12    |
| 5    | Valeri Qazaishvili | Ulsan Hyundai        | 11    |
| 6    | Yuri               | Jeju United          | 10    |
| 6    | Lee Seung-woo      | Suwon FC             | 10    |
| 8    | Lars Veldwijk      | Suwon FC             | 9     |
| 8    | Edgar              | Daegu FC             | 9     |
| 8    | Go Jae-hyeon       | Daegu FC             | 9     |